# Teratopora meteura
Teratopora meteura là một loài bướm đêm thuộc phân họ Arctiinae, họ Erebidae.